# Castello di Calendasco
Il castello di Calendasco (Castrum Calendaschi in latino), è una fortificazione situata nel comune italiano di Calendasco, in provincia di Piacenza.
L'edificio, costruito interamente in mattoni, è sostanzialmente integro ed in buono stato di conservazione, sebbene bisognoso di alcuni lavori di restauro, mostra tutta la sua imponenza di maniero difensivo.
La parte più antica del maniero è sorta per volontà del vescovo conte di Piacenza, di cui il territorio di Calendasco era feudo, come indicano le tracce architettoniche, intorno all'anno 1000, mentre la prima citazione è in un documento di papa Urbano II risalente al 1187 in cui veniva confermata i diritti di proprietà dei monaci di San Salvatore di Quartizzola su Calendasco.
Il castello con il recetto formava, assieme alla chiesa e all'hospitale dei pellegrini, il burgi Calendaschi.

## Storia

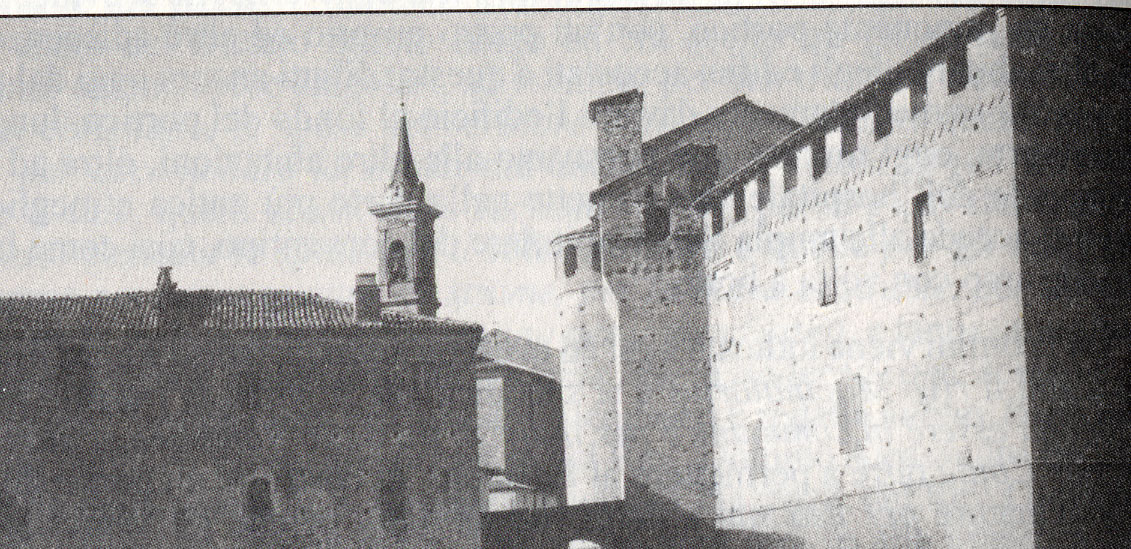
Il recetto di Calendasco dell'XI secolo con al fianco le scuderie e sullo sfondo la torre del castello e la chiesa

Il primo nucleo del castello, il recetto, risale ai primi anni dell'XI secolo, mentre il castello vero e proprio viene edificato a partire dal secolo successivo.
Tra le mura del castrum burgi calendaschi nasce nel 1290 il nobile San Corrado Confalonieri, la cui famiglia era feudataria bonis et juribus della zona di Calendasco.
Alla fine del XIII secolo il castello, di cui non si conosce l'anno preciso di costruzione, risulta essere di proprietà delle famiglie Palastrelli e Scotti.
Nel 1346 venne distrutto dai ghibellini fuoriusciti da Piacenza, viene poi ricostruito negli anni immediatamente successivi dai guelfi per la sua importante posizione nell'ambito della resistenza contro i Visconti.
Nel 1412 viene, poi, affidato dal duca di Milano Filippo Maria Visconti a Bartolomeo e Filippo Arcelli, da lui nominati conti della val Tidone, diventando, così, un avamposto in appoggio al castello di Somaglia, situato sulla sponda opposta del fiume Po. Negli anni successivi il castello passerà alla famiglia Confalonieri, prima di tornare in possesso dei Visconti e, poi, di nuovo, dei Confalonieri, i quali ne manterranno il possesso, pur tra alterne vicende, fino agli ultimi anni del XVI secolo.

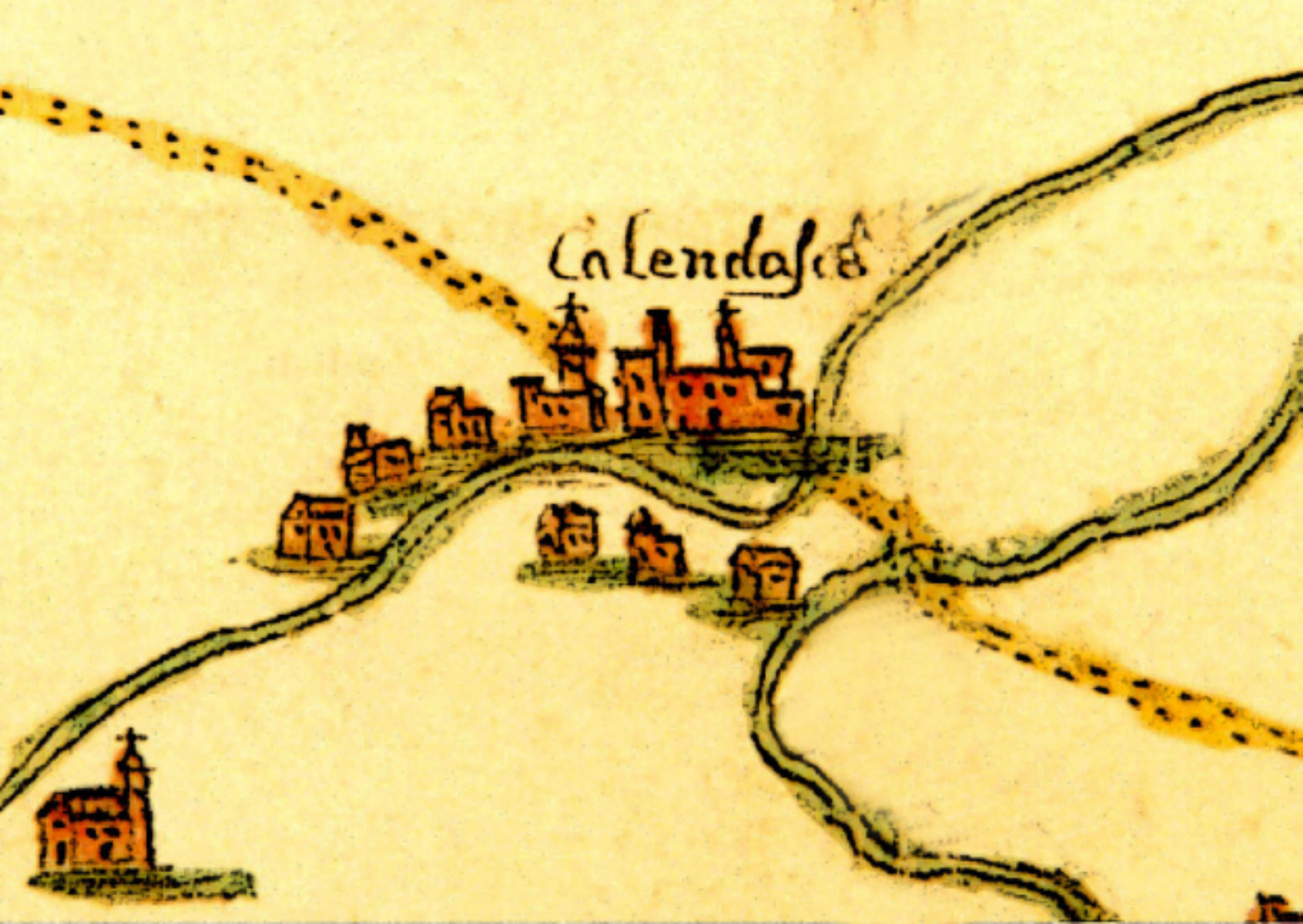
Particolare di mappa del tardo Cinquecento ove si vede bene il paese con il castello, la chiesa e l'hospitio dei pellegrini, tutta intera la mappa mostra la strada verso il porto del Po

Il 14 gennaio 1482: dopo vari giorni di assedio, le truppe del duca di Milano Gian Galeazzo Maria Sforza, strappano il castello di Calendasco al capitano Antonio Confalonieri, rifugiatosi al suo interno insieme al genero Ottaviano Sanseverino. Dopo l'assedio il castello rimane, comunque, di proprietà della famiglia Confalonieri, nella persona del capitano Antonio Confalonieri.
Tornato sotto il controllo della famiglia Confalonieri a seguito del declino della famiglia Arcelli, nel 1572, il castello è teatro dell'assassinio del conte Ludovico Confalonieri ad opera di Antonello De Rossi, amante della contessa Camilla, moglie di Ludovico. Metà del feudo passa, così, alla famiglia Sanseverino, imparentata con i Confalonieri che conservano i diritti sulla rimanente metà. Nel 1584 i Sanseverino, tramite la Camera Ducale, vendono la loro parte del feudo al conte Gian Battista Zanardi Landi. L'altra metà del feudo passa, invece, sotto la gestione del conte Benzoni, i cui eredi la mantennero fino al 1674 quando con la scomparsa del duca Ludovico, venne di nuovo avocata dalla Camera Ducale.
L'ultimo feudatario di Calendasco, a cui, però, contestualmente al feudo non viene concessa la proprietà del castello, è il conte Fabio Perletti, sposo della contessa Paola Anguissola d’Altoe’, giureconsulto e ambasciatore farnesiano alla corte imperiale. Il feudo di Calendasco, Rena, Campadone, Reganella e Pernici gli viene concesso il 14 aprile 1690 da Ranuccio II Farnese, riconoscente per avere il Perletti, con esito positivo, negoziato presso la corte imperiale e presso i Doria di Genova l’annessione al Ducato di Parma e Piacenza dei feudi di Bardi e Compiano, oltre che per aver condotto con successo le trattative per le nozze di Odoardo II Farnese, primogenito del duca e di Isabella d'Este, con Dorotea Sofia di Neoburgo. I Perletti, ed alcuni membri della famiglia Anguissola, con cui questi si imparentarono, vissero a Calendasco fino ai primi del '900.
Nel 1719 la famiglia Zanardi Landi cede la sua parte del castello per ottenere risorse finanziarie da utilizzare per ripianare la difficile situazione finanziaria generata da Bartolomeo Zanardi Landi al conte Pier Francesco Scotti; in quel periodo l'altra porzione dell'edificio è invece di proprietà della Congregazione del Santo Rosario che, anni dopo, la cede al capitano Pietro Rizzi. Questa parte, nel 1913 venne donata dal proprietario, il giurista Giuseppe Scopesi della Capanna, alla cui famiglia era pervenuta per matrimonio, ad un ente di carità che lo cede, in seguito, al comune di Calendasco. L'altra porzione del castello viene, invece, ceduta dalla famiglia Zanardi Landi ai signori Guasconi.
Nel 2021 il maniero venne sottoposto a lavori di restauro finalizzati alla sistemazione del ponte d'ingresso, della facciata principale, dell'androne dotato di volta a ombrello e del salone al piano terra. Questi interventi permisero la riscoperta della pavimentazione originale in cotto nel salone e nell'androne d'ingresso, di un camino nascosto da un pannello, sempre nel salone, e di una serie di locali posti alla base di una delle torri, caduti in degrado dopo essere stati riattati a deposito in passato e inaccessibili ormai da tempo.

## Struttura

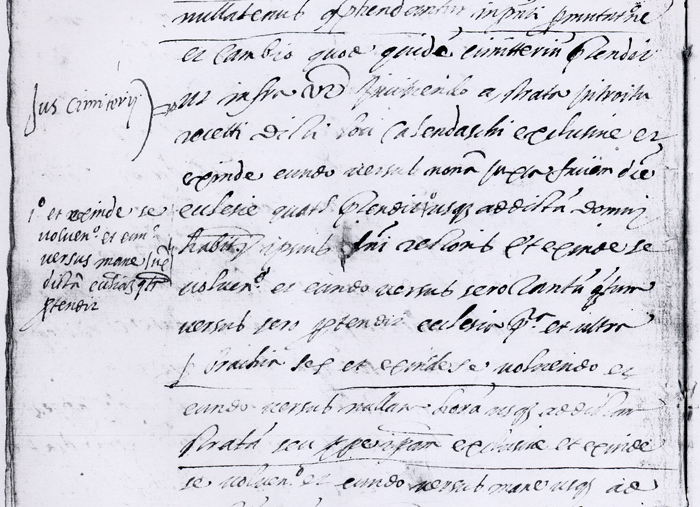
Particolare di atto notarile del 1461 nel quale viene concesso al presbitero di Calendasco di avere diritto di cimitero, diritto spettante alle chiese pievane

Il castello è costituito da una struttura trapezoidale, interamente costruito in laterizio e caratterizzato dalla presenza di merlature guelfe sulla linea delle cortine, rispetto alla quale si innalzano quattro torri di forma rotonda. La struttura è circondata da un fossato in cui non è più presente l'acqua che vi si trovava inizialmente ed è accessibile tramite 3 ingressi, due di essi presentano gli incastri del ponte levatoi, poi, sostituiti da ponti in cotto. Un altro ingresso, invece, detto porta del soccorso, avviene tramite una pusterla.
Una torre di forma cilindrica sovrasta l'entrata principale del maniero che conduce ad un cortile interno caratterizzato da un doppio loggiato.
All'interno sono presenti due grandi sale con camino, cioè la caminata magna superiore e quella detta caminata magna inferiore: tutte e due sono definite magne, cioè grandissime, in alcuni documenti medievali. Alcuni ambienti conservano dei soffitti a cassettoni in legno, mentre sulle pareti del voltone posto all'entrata sono visibili, pur se non in buone condizioni di conservazione, degli affreschi cinquecenteschi.
Affiancato al castello, di un secolo più antico, c'è il recetto, sempre ad entrata levatoia con annessa la propria pusterla, con ancora ben visibile il suo battifredo in muratura; anche questa costruzione aveva una propria piccola torretta, posta sul lato nord-ovest e completamente diroccata. Sulla stessa piazza sita dinanzi al recetto ed al castello è l'imponente costruzione, difensiva anch'essa, che conteneva le scuderie.